# The Ritz-Carlton Toronto
The Ritz-Carlton Toronto, Ritz-Carlton Toronto – wieżowiec w Toronto, w Kanadzie. Budynek został otwarty w 2011 roku. Ma 53 kondygnacje naziemne i 6 podziemnych, a jego wysokość wynosi 210 m.